# 伊達村通
伊達 村通（だて むらみち）は、仙台藩一門第八席・岩出山伊達氏第6代当主。

## 生涯
享保12年（1727年）岩出山伊達氏第5代当主・伊達村緝の嫡男として生まれる。幼名は大力。
元文元年（1736年）2月、父の死去により家督相続する。5月、藩主伊達吉村に御目見する。11月、藩主吉村の加冠で元服し、偏諱を受けて弾正村通と名乗る。
天明3年（1783年）11月15日死去。享年57。

## 人物
宝蔵院流槍術を家臣安積裕像に、三冨流刀術を家臣氏家知平に学び、伝を極めた。